# Margarita Stāraste-Bordevīka
Margarita Stāraste-Bordevīka (født som Margarita Barvika; 2. februar 1914 i Vladimir i Russiske Kejserrige - 18. februar 2014) var en lettisk forfatterinde, som hovedsagelig skrev skønlitteratur for børn.
Stāraste-Bordevīka fik sin uddannelse ved Letlands Kunstakademi.
Hendes mest populære bøger er "Balti tīri sniega vīri" (1942), "Ziemassvētku pasakas" (1943), "Zīļuks" (1961), "Pasaku ābece" (1969) og "Lācīša Rūcīša raibā diena" (1977). Hendes første bog udkom i 1942. Hun er medforfatter til samlingen af folkesange på livisk fra 1994 "Urū! Rurū!", som udkom på både lettisk og livisk.
Margarita Stāraste-Bordevīka blev den 7. april 1999 Kommandør af Trestjerneordenen.